# Ctenophora (Ctenophora) nigriceps
Ctenophora (Ctenophora) nigriceps is een tweevleugelige uit de familie langpootmuggen (Tipulidae). De soort komt voor in het Palearctisch gebied.